# Petrolej
Petrolej (kerozin) takođe poznat kao parafin je jako zapaljiva ugljovodonična tečnost izvedena iz nafte. Naziv potiče od Grčke reči грч. κηρός (keros) što znači vosak, a kanadski geolog i pronalazač Abraham Gesner registrovao je kao zaštitni znak 1854. godine, pre nego što je to preraslo u generizovani zaštitni znak. Termin kerozin je uobičajen u većem delu Argentine, Australije, Kanade, Indije, Novog Zelanda, Nigerije i Sjedinjenih Država, dok se termin parafin (ili blisko povezane varijante) koristi u Čileu, istočnoj Africi, Južnoj Africi, Norveškoj i Ujedinjenom Kraljevstvu. Izraz ulje za lampu, ili ekvivalent na lokalnim jezicima, uobičajen je u većini Azije. Tečni parafin (u SAD-u mineralno ulje) je viskozniji i visoko rafiniran proizvod koji se koristi kao laksativ. Parafinski vosak je voštana čvrsta supstanca ekstrahovana iz nafte.
Kerozin (petrolej) se najviše koristi kao gorivo za vazduhoplovna vozila kao što su avioni, rakete i druge vrste letelica. U delovima Azije, kerozin se ponekad koristi kao gorivo za male vanbrodske motore ili čak motocikle. Ukupna svetska potrošnja kerozina za sve namene je ekvivalentna sa oko 12 miliona barela (500 miliona američkih galona; 420 miliona carskih galona; 1.900 miliona litara) dnevno.
Njegova temperatura sagorevanja je slična kao kod dizela, tačka mržnjenja im je ispod -60&nbsp;°C. Kerozin je bistra providna tečnost gustine od 0,78 do 0,85 gr/cm3 pri stalnoj temperaturi od 20&nbsp;°C. Dobija se frakcionom destilacijom nafte na temperaturi od 150&nbsp;°C do 270&nbsp;°C može da unutar svoje hemijske formule ima od 6 do 16 ugljenikovih atoma unutar jednog molekula.
Da bi se sprečila zabuna između kerozina i mnogo zapaljivijeg i isparljivijeg benzina, neke jurisdikcije regulišu oznake ili boje za kontejnere koji se koriste za skladištenje ili izdavanje kerozina. Na primer, u Sjedinjenim Državama, Pensilvanija zahteva da prenosni kontejneri koji se koriste na maloprodajnim benzinskim pumpama budu obojeni plavom bojom, za razliku od crvene (za benzin) ili žute (za dizel gorivo).

## Osobine
Kerozin je bistra tečnost niskog viskoziteta nastala od ugljovodonika dobijenih frakcionom destilacijom nafte između 150—275 °C (302—527 °F), što rezultira smešom gustine 0,78–0,81 g/cm3 (0,45–0,47 oz/cu in) sastavljen od ugljeničnih lanaca koji obično sadrže između 10 i 16 atoma ugljenika po molekulu. On se meša se u naftnim rastvaračima, ali se ne meša sa vodom.
Raspodela dužine ugljovodonika u smeši koja čini kerozin kreće se u rasponu broja atoma ugljenika od C6 do C20, mada tipično kerozin uglavnom sadrži ugljovodonike od C9 do C16.
Međunarodna standardna specifikacija ASTM D-3699-78 prepoznaje dve vrste kerozina: stepene 1-K (manje od 0,04 mas.% sumpora) i 2-K (0,3 tež.% sumpora). Kerozin 1-K razreda sagoreva čistije sa manje naslaga, manje toksina i ređim održavanjem od kerozina 2-K. To je poželjna kategorija petroleja za unutrašnje grejače i peći.
Bez obzira na izvor sirove nafte ili istoriju prerade, glavne komponente kerozina su razgranati ili pravolančani alkani i nafteni (cikloalkani), koji obično čine najmanje 70 vol.%. Aromatični ugljovodonici u ovom opsegu ključanja, poput alkilbenzena (jednostruki prsten) i alkilnaftaleni (dvostruki prsten), obično ne prelaze 25 vol% zapremine kerozinskih tokova. Olefini obično nisu prisutni u količini većoj od 5% zapreminski.
Tačka paljenja kerozina je između 37—65 °C (99—149 °F), a temperatura njegovog samozapaljivanja je 220 °C (428 °F). Tačka smrzavanja kerozina zavisi od stepena, a komercijalno vazduhoplovno gorivo je standardizovano na −47 °C (−53 °F). Kerozin 1-K stepena ledi se oko -40 °C (-40 °F, 233 K).
Toplota sagorevanja kerozina slična je toploti dizel goriva; njegova donja grejna vrednost je 43,1 MJ/kg (oko 18.500 Btu/lb), a njegova gornja grejna vrednost je 46,2 MJ/kg (199.000 Btu/lb).
U Velikoj Britaniji su definisana dva razreda lož ulja. BS 2869 klase C1 je najlakša klasa koja se koristi za fenjere, kamp peći, grejače fitilja, i pomešana je sa benzinom u nekim starinskim motorima sa unutrašnjim sagorevanjem može da služi zamena za traktorsko isparljivo ulje. BS 2869 klase C2 je teži destilat koji se koristi kao domaće lož ulje. Premijum kerozin se obično prodaje u kontejnerima od 5 ili 20 l (1,1 ili 4,4 imp gal; 1,3 ili 5,3 američkih galona) u gvožđarama, i prodavnicama kamperske i baštenske opreme, i često je obojen u ljubičasto. Standardni kerozin se obično isporučuje na veliko putem tankera i neobojen je.
Nacionalni i međunarodni standardi definišu svojstva nekoliko vrsta kerozina koji se koristi za mlazno gorivo. Svojstva tačke paljenja i tačke smrzavanja su od posebnog interesa za rad i sigurnost; standardi takođe definišu aditive za kontrolu statičkog elektriciteta i druge svrhe.

## Istorija
O procesu destilacije sirove nafte/petroleuma u kerozin, kao i druga ugljovodonična jedinjenja, prvi put je u 9. veku pisao persijski učenjak Razi (ili Razes). U svojoj Kitab al-Asrar (Knjiga tajni), lekar i hemičar Razi opisao je dve metode za proizvodnju kerozina, nazvane naft abjad (نفط ابيض, „bela nafta“), pomoću aparata koji se naziva alembik. Jedna metoda je koristila glinu kao apsorbent, dok je druga metoda koristila amonijum hlorid (sal ammoniac). Postupak destilacije ponavljao se dok nije uklonjena većina isparljivih frakcija ugljovodonika i krajnji proizvod je bio potpuno bistar i bezbedan za sagorevanje. Kerozin se takođe proizvodio u istom periodu od uljnih škriljaca i bitumena zagrevanjem stene radi izdvajanja ulja, koje je zatim destilovano. Tokom kineske dinastije Ming, Kinezi su pravili kerozin ekstrakcijom i prečišćavanjem nafte, a zatim su ga pretvarili u gorivo za lampe. Kinezi su naftu koristili za paljenje lampi i grejanje domova već 1500. pne.

### Osvetljavajuće ulje iz uglja i uljnih škriljaca
Iako je „ugaljeno ulje“ bilo dobro poznato industrijskim hemičarima barem kao 1700-ih kao nusprodukt proizvodnje ugljenog gasa i ugljenog katrana, ono je gorelo dimnim plamenom, što je sprečavao njegovu upotrebu za osvetljenje u zatvorenom. U gradovima je unutrašnje osvetljenje uglavnom obezbeđivao gasoviti ugalj trasportovan cevovodima, ali izvan gradova, a za spot osvetljenje u gradovima, unosno tržište za napajanje unutrašnjih lampi snabdevan je kitovim uljem, posebno onim iz ulješura, koje je gorelo svetlije i čistije.
Kanadski geolog Abraham Pineo Gesner tvrdio je da je 1846. godine u Šarlottaunu na ostrvu Princa Edvarda, javno demonstrirao novi proces koji je otkrio. On je ugrevao ugalj u retorti i iz njega destilirao bistru, retku tečnost, za koju je pokazao je odlično gorivo za lampe. Za svoje gorivo osmislio je naziv „kerozin“, kontrakcija od keroselaion, što znači voštano ulje. Troškovi vađenja kerozina iz uglja bili su visoki.
Gesner se iz svog opsežnog poznanja geologije Nju Bransvika prisetio prirodnog asfalta zvanog albertit. Njegovu upotrebu blokirao je konglomerat uglja iz Nju Bransvika, jer su imali prava na vađenje uglja za provinciju, a izgubio je i sudski spor kada su njihovi stručnjaci tvrdili da je albertit oblik uglja. Godine 1854, Gesner se preselio u Njutaun Krik, Long Ajlеnd, Njujork. Tamo je obezbedio podršku grupe privrednika. Oni su osnovali Severnoameričku kompaniju za gasno svetlo, kojoj je dodelio svoje patente.
Uprkos jasnom prioritetu otkrića, Gesner je svoj prvi patent za petrolej dobio tek 1854. godine, dve godine nakon američkog patenta Džejmsa Jaga. Smatra se da je Gesnerov metod prečišćavanja destilacionih proizvoda bio superiorniji od Jangovog, što je rezultiralo čistijim gorivom, boljeg mirisa. Proizvodnja kerozina prema Gesnerovim patentima započeta je u Njujorku 1854. godine, a kasnije i u Bostonu - destiliran je iz bitumenskog uglja i uljnih škriljaca. Gesner je reč „kerozin“ registrovao kao zaštitni znak 1854. godine, a nekoliko godina su samo Severnoamerička kompanija Gas Lajt i Dauner kompanija (kojoj je Gesner dao pravo) smele da nazivaju ulje za lampe „kerozin“ u Sjedinjenim Državama.
Godine 1848, škotski hemičar Džejms Jang eksperimentisao je sa naftom otkrivenom da procuruje u rudniku uglja kao izvorom ulja za podmazivanje i osvetljavajućeg goriva. Kada je ta sirovina iscrpljenja, eksperimentisao je sa suvom destilacijom uglja, posebno smolastog „močvarnog uglja“ (torbanita). Iz njega je izvukao brojne korisne tečnosti, od kojih je jednu nazvao parafinsko ulje, jer bi se na niskim temperaturama stvrdnulo u supstancu koja je podsećala na parafinski vosak. Jangu je izdat patent za svoj postupak i proizvode koji su iz toga nastali 1850. godine, i on je izgradio prva istinski komercijalna potrojenja za preradu nafte na svetu u Batgejtu 1851. godine, koristeći ulje ekstrahovano iz lokalno miniranog torbanita, škriljaca i bitumenskog uglja. Godine 1852, odobren je patent Sjedinjenih Država za isti pronalazak. Ovi patenti su naknadno podržani u obe države u nizu sudskih sporova, i drugi proizvođači su bili dužni da mu plate autorske honorare.